# زلاتكو داليتش
زلاتكو داليتش (بالكرواتية: Zlatko Dalić) هو مدرب كرة قدم كرواتي يدرب حاليًا منتخب قطر لكرة القدم وكان داليتش أيضًا لاعب كرة قدم محترف لعب دور لاعب خط وسط دفاعي. عمل سابقاً مع درازين لاديتش في فريق كرة القدم الوطني الكرواتي تحت سن 21 عاماً في منصب مساعد المدرب.

## الحياة الشخصية
ولد في ليفنو، البوسنة والهرسك. يعيش ويعمل في زغرب كرواتيا. في عام 1992 تزوج من دافوراكا بروبادالو ولديه ولدان توني وبرونو.

## الفرق التي دربها
| من   | الي  | النادي                     | البلد                    |
| ---- | ---- | -------------------------- | ------------------------ |
| 2005 | 2007 | نادي فاراجدين              | كرواتيا                  |
| 2006 | 2011 | كرواتيا تحت 21 سنة (مساعد) | كرواتيا                  |
| 2007 | 2008 | نادي رييكا                 | كرواتيا                  |
| 2008 | 2009 | دينامو تيرانا              | ألبانيا                  |
| 2009 | 2010 | سلافن بيلوبو               | كرواتيا                  |
| 2010 | 2012 | نادي الفيصلي               | السعودية                 |
| 2012 | 2013 | نادي الهلال                | السعودية                 |
| 2013 |      | نادي الهلال                | السعودية                 |
| 2014 | 2017 | نادي العين                 | الإمارات العربية المتحدة |
| 2017 | الآن | منتخب كرواتيا لكرة القدم   | كرواتيا                  |

## إنجازاته التدريبية
- دينامو تيرانا
  - كأس السوبر الألباني 2008
- الهلال[1]
  - كأس ولي العهد  2012–13
- نادي العين[2]
  - كأس رئيس الإمارات 2013–14
  - دوري الخليج العربي 2014–15
  - كأس السوبر 2015
  - وصيف دوري أبطال آسيا 2016
- منتخب كرواتيا
  - كأس العالم 2018 (الوصيف (المركز الثاني) بعد فوز فرنسا 4-2)[3][4]

## وصلات خارجية
- زلاتكو داليتش على موقع الاتحاد الأوربي (الإنجليزية)
- زلاتكو داليتش على موقع قاعدة بيانات كرة القدم.إي يو (الإنجليزية)
- زلاتكو داليتش على موقع ناشيونال فوتبول تيمز (الإنجليزية)
- زلاتكو داليتش على موقع Soccerway.com (الإنجليزية)
- زلاتكو داليتش على موقع عالم كرة القدم.نت (الإنجليزية)